# 하티 흐로드비트니손

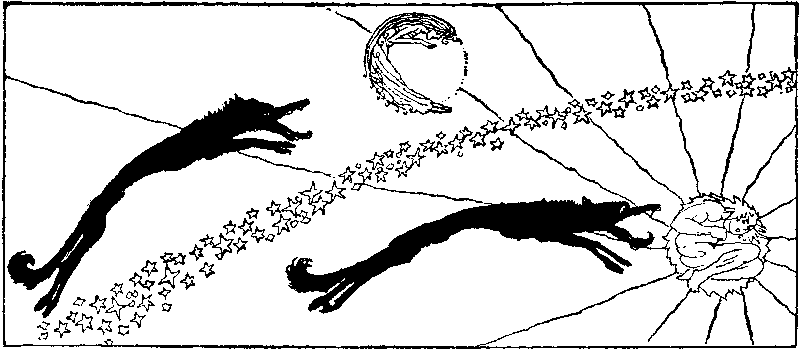
하티와 스콜, 그리고 달과 해의 신인 마니와 솔.

하티 흐로드비트니손(고대 노르드어: Hati Hróðvitnisson→유명한 늑대의 아들인 증오하는 자)는 북유럽 신화에서 달을 쫓아 하늘을 달리는 괴물 늑대이다. 〈길피의 속임수〉에 등장한다. 형제인 스콜은 해를 쫓아 하늘을 달린다. 북유럽 신화의 말세 신화인 라그나로크에서는 이 두 늑대가 결국 해와 달을 집어삼키고, 동시에 펜리르가 포박에서 풀려난다.
하티의 성씨인 ‘흐로드비트니손’은 〈그림니르의 비가〉 및 〈길피의 속임수〉에 언급된다. 이 성씨를 통해 하티가 흐로드비트니르의 아들임을 알 수 있고, 흐로드비트니르는 펜리르의 다른 이름이다. 하티의 어머니의 이름은 알려져있지 않지만, 미드가르드 동쪽에 있는 야든비드르(→무쇠의 숲)에 살고 있는 여자 거인이라는 것이 〈무녀의 예언〉과 〈길피의 속임수〉에 언급된다. 스노리 스투를루손은 이 마녀 거인이 많은 괴물을 낳았는데, 그 중 말세 때 달을 집어삼킬 마나가름(Mánagarm→달 사냥개)이라는 괴물 늑대도 있다고 했다. 고로 하티의 별명이 ‘마나가름’이라는 것을 알 수 있다. 또한 이 구절에서 스콜이 하티의 형제임을 알 수 있다.
하티는 월식의 신이기도 하다.